# Лагербильке, Густав (барон)
Густав Лагербильке (швед. Gustaf Lagerbielke; 1777—1837) — барон, шведский дипломат.
Родился 22 марта 1777 г. в семье адмирала Юхана Густава Лагербельке. Свою карьеру начал в 15 лет в качестве канцеляриста в Королевской Канцелярии и к 19 годам был уже вторым секретарём в кабинете по заграничной переписке. В 1801 г. был назначен кабинет-секретарём, а в 1804 — статс-секретарём. В 28 лет стал членом государственного комитета по общественным делам, и с 1800 по 1806 гг. через него проходило большинство правительственных и дипломатических документов.
Часто сопровождал короля Густава IV Адольфа в поездках за границу. Однако в 1806 г. между ними по неизвестной причине произошёл разрыв, после чего король отправил его из Германии обратно в Швецию.
После государственного переворота 1809 г. назначен государственным советником и в том же году был послан в Париж для переговоров о мире, договор о котором был заключён им в январе 1810 г. Какое-то время он ещё оставался во Франции в ранге шведского полномочного министра при французском дворе. Вернувшись в Швецию, несколько лет не занимал каких-либо определённых должностей. Однако в 1821 г. он был возведён в графское достоинство, а годом позже награждён орденом Серафимов. В 1831 г. вновь занял место в государственном совете.
Умер в Стокгольме 24 мая 1837 г., будучи не женатым.
Оставил после себя мемуары, доведённые до 1811 г. (Notice biographique sur la carrière politique du comte Gustaw Lagerbjelke. — П. и Стокгольм, 1867).